# کدی (فیلم)
کدی (به تامیلی: Kedi) فیلمی محصول سال ۲۰۰۶ و به کارگردانی نیخیل ادوانی است. در این فیلم بازیگرانی همچون ایلیانا دی‌کروز، راوی کریشنا، تمنا باتیا، آتول کولکارنی ایفای نقش کرده‌اند.